# Весета (станция)
Ве́сета (латыш. Veseta) — железнодорожная станция в Виеталвской волости Плявиньского края Латвии, на железнодорожной линии Яункалснава — Весета.

## История
Станция построена в 1980 гг. на территории Весетского карьера, ныне (2015 г.) принадлежащего ГАО «Латвияс дзелзцельш» и поставляющего щебень для железной дороги.